# Passo di Giau
Průsmyk Giau (italsky Passo di Giau, ladinsky Jou de Giau, El Jou) je horský průsmyk v nadmořské výšce 2236 m v italské provincii Belluno.
Průsmyk spojuje údolí:
- na severovýchodě údolí řeky Boite (italsky Valle del Boite) s městem Cortina d'Ampezzo
- na jihozápadě údolí Livinallongo (německy Fodom, Buchenstein) s městem Selva di Cadore

Jihozápadní výstup od Selva di Cadore (vzdálenost 9,5 km při výškovém rozdílu 850 m) je z hlediska krajiny zajímavější než severovýchodní výstup z Pocòl (vzdálenost 10,7 km při výškovém rozdílu 781 m), který je hustě zalesněn. Průměrné stoupání na jihozápadním svahu je asi 9,4 %, maximálně 14 %. Při dobrých povětrnostních podmínkách je sedlo otevřené i v zimě.
Ze sedla se nabízí jeden z nejkrásnějších pohledů na Dolomity.

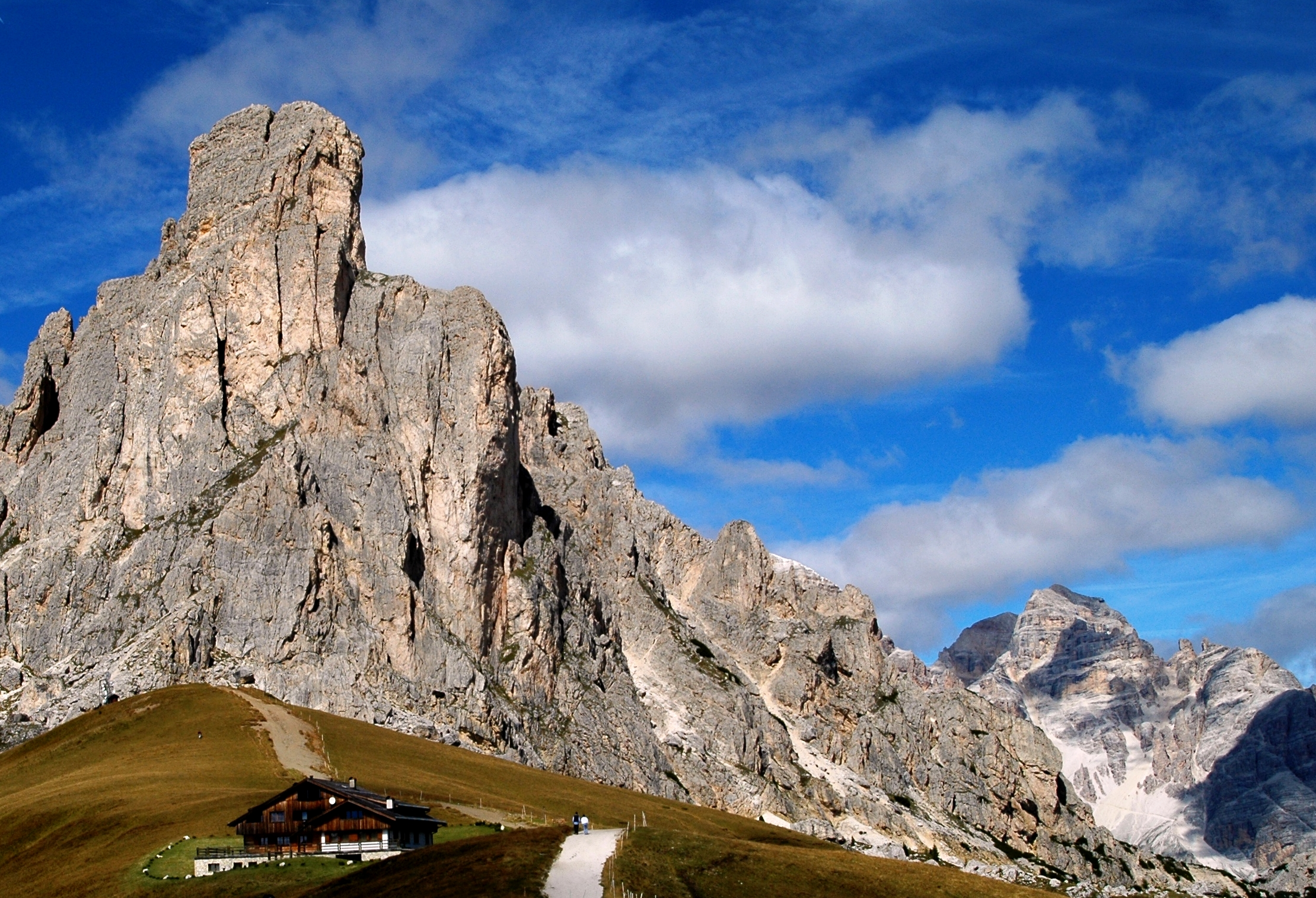
Pohled ze sedla na vrchol Ra Gusela
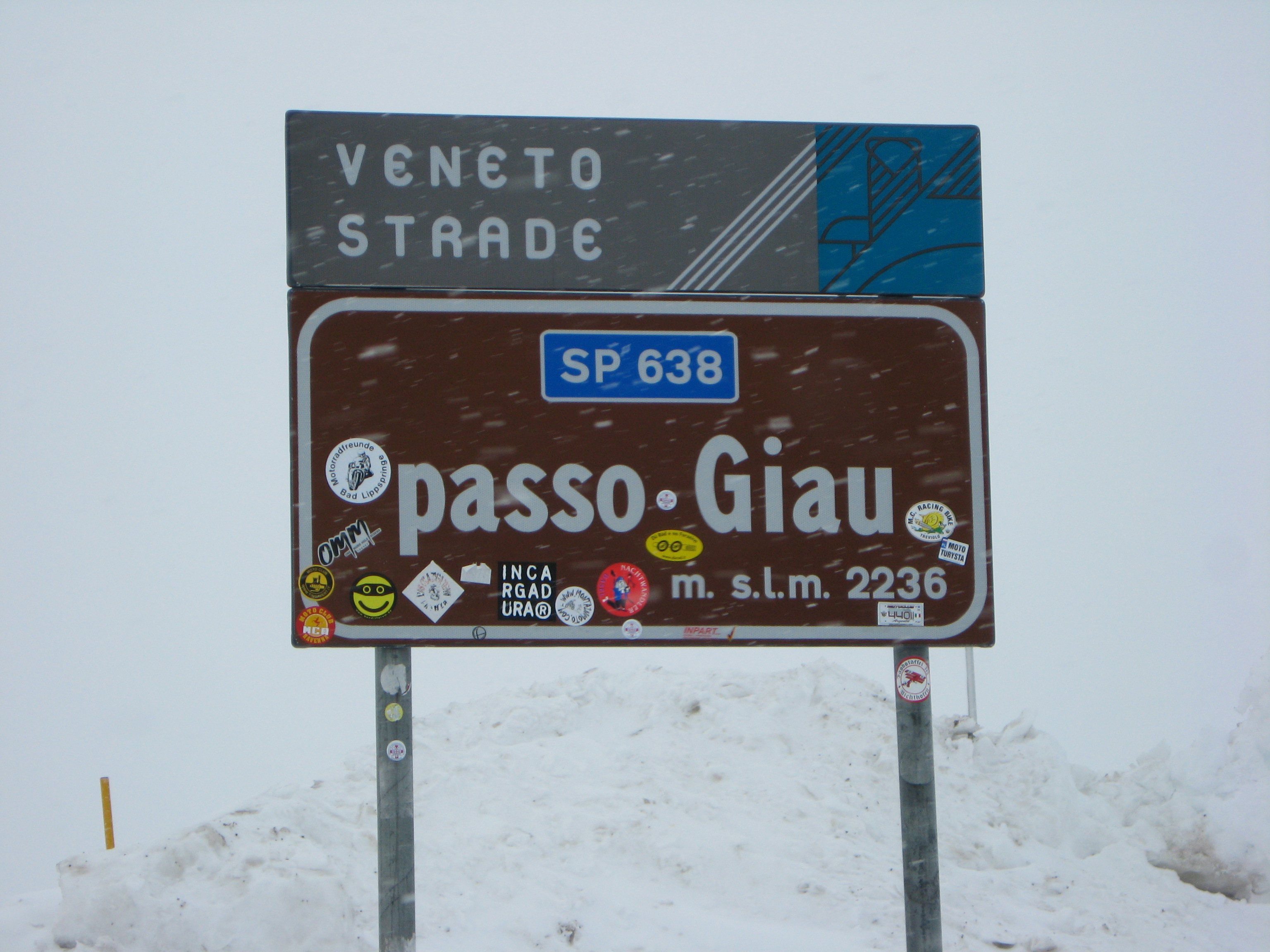
Tabule v sedle